# 분진중학교
분진중학교(分津中學校)는 대한민국 경기도 김포시 월곶면 군하리에 있는 사립 중학교이다

## 학교 연혁
- 1962년 ~ 1964년  : 분진 고등공민학교(졸업생 누계 256명)
- 1964년 3월 7일 : 분진중학교 개교
- 1979년 7월 27일 : 학교법인 분진학원 분진중학교 신축교사 설립인가
- 1979년 7월 27일 : 설립자 이학박사 원재희 이사장 취임
- 1982년 3월 2일 : 분진중학교 신축교사 이전
- 1982년 12월 24일 : 최후연 교장 취임
- 1991년 6월 14일 : 특별실, 강당, 화장실 준공
- 1995년 3월 5일 : 학교법인 분진학원 강원관광대학 개교
- 2003년 3월 2일 : 학교도서관 개관 및 급식소 개소
- 2005년 11월 2일 : 과학실 현대화
- 2009년 3월 2일 : 전학년 무감독고사 시작
- 2010년 9월 10일 : 최후연 이사장 취임
- 2018년 9월 30일 : 급식소 리모델링
- 2020년 9월 1일 : 최희도 교장 취임
- 2024년 1월 4일 : 제58회 졸업(누계 4,214명)

## 참고 자료
- 분진중학교 - 한국교육학술정보원 학교알리미